# Lillesjön (Larvs socken, Västergötland)
Lillesjön är en sjö i Vara kommun i Västergötland och ingår i Göta älvs huvudavrinningsområde. Omkring 500 meter norr om sjön passerar Lidan. I nordväst ligger Slättås och Storesjön.